# Papierfabriek Gelderland

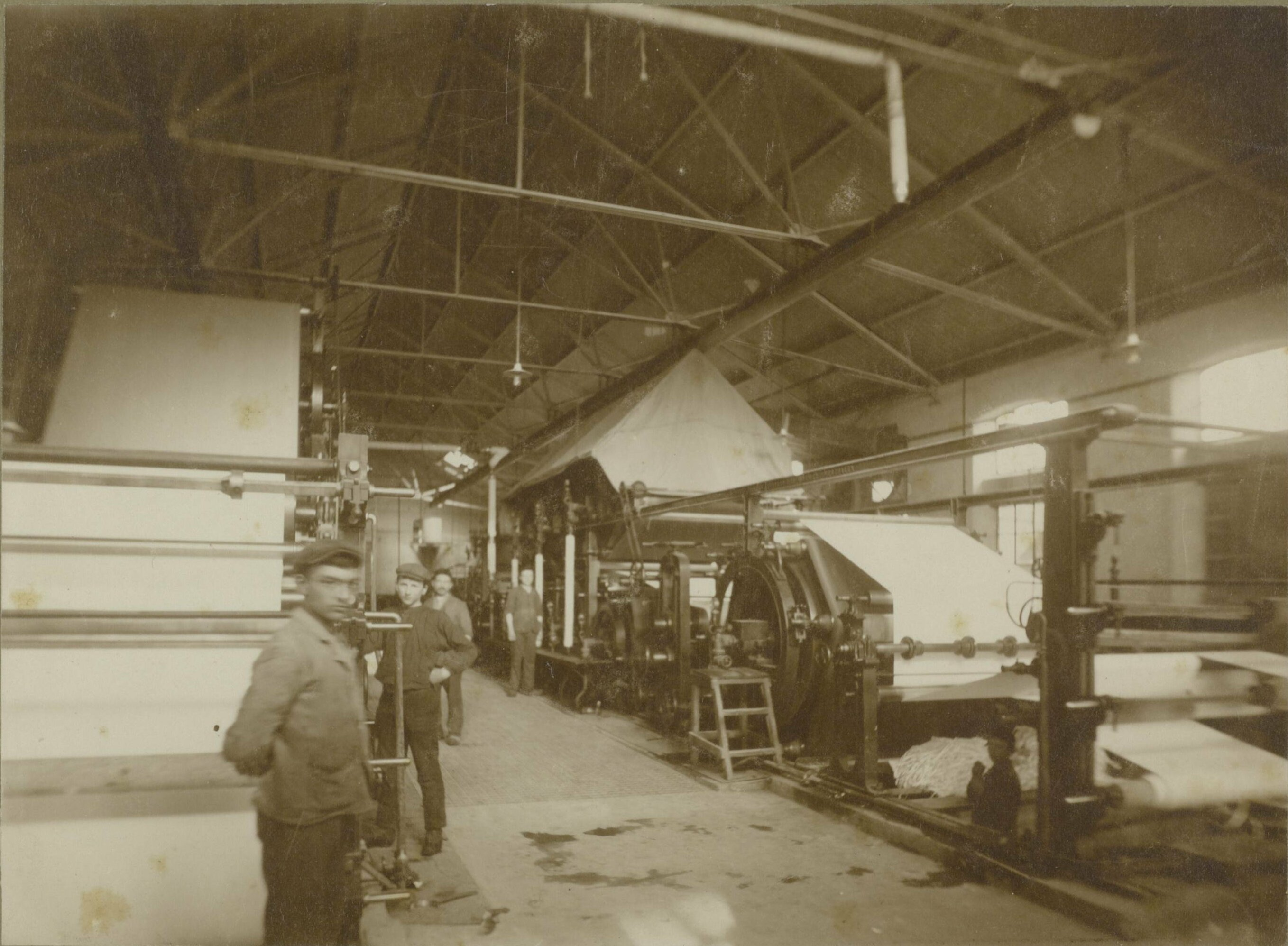

Papierfabriek Gelderland is een voormalige papierfabriek in de stad Nijmegen, gelegen aan Ambachtsweg 2.

## Geschiedenis
De oudste Nijmeegse papierfabriek Schuller & Co. die bestaan heeft van 1897-1978 en pakpapier produceerde.
Een andere Nijmeegse papierfabriek was de Nederlandse Export Papierfabriek welke in de jaren '70 van de 20e eeuw de productie naar Cuijk verplaatste en in 1977 werd gesloopt.
Een derde Nijmeegse papierfabriek was de Papierfabriek Gelderland. Deze werd gesticht door Ernst Selleger, Carol Hoyerging en J.P. Kortschilgen. Men koos voor Nijmegen vanwege de gunstige spoor- en scheepvaartverbindingen. In 1908 startte de productie aan de Voorstadslaan. Als merk werd de ibis gevoerd, refererend aan het papyrusriet waarin deze vogel leeft. Men plaatste drie extra papiermachines in respectievelijk 1910, 1922 en 1929.
De Crisis van de jaren 1930 en de daaropvolgende Tweede Wereldoorlog deden de fabriek geen goed, maar daarna maakte het bedrijf een groei door. Zo kwam in 1955 een nieuwe fabriek tot stand waarin in 1956 een vijfde en in 1962 een zesde papiermachine werd geplaatst. In 1958 werden bovendien fabrieken in Indonesië gestart, en wel in Padalarang en in Letjes. Deze werden in 1963 genationaliseerd.
In 1963 fuseerde Papierfabriek Gelderland met Papierfabriek Tielens tot Gelderland-Tielens Papierfabrieken. In 1971 werd daarop een zevende papiermachine aangeschaft. De oude fabriek aan de Voorstadslaan, mét de vier oude papiermachines, werd stopgezet en werd in 1976 getroffen door brand. De markt verslechterde snel en in 1972 fuseerde Gelderland-Tielens dan ook met de Koninklijke Nederlandse Papierfabriek. De productie nam weer toe al moest de zesde papiermachine in 1980 worden stopgezet. De overige machines bleven echter goed produceren. In 1993 werd een belang genomen in de Oostenrijkse papierfabriek Leykam-Murztaler en ontstond KNP-Leykam. Dit fuseerde in 1993 met Bührmann-Tetterode en handelshuis VRG (Van Reekum-Gepacy Papier) tot KNP-BT, dat in 1997 werd overgenomen door Sappi. Papierfabriek Gelderland ging verder als Sappi Nijmegen. Het belangrijkste product werd hoogwaardig, houtvrij, tweezijdig gestreken papier, gebruikt als kunstdrukpapier en met cellulose en krijt als belangrijkste grondstoffen. Daarnaast werd ook karton en verpakkingspapier vervaardigd. In 2008 werd 240 kton papier geproduceerd.
In dat jaar werd Sappi Nijmegen overgenomen door het Amerikaanse InnovioPapers. In 2015 ging de fabriek failliet en kwamen bijna 200 mensen op straat te staan.
Het complex aan de Ambachtsweg kwam sindsdien als Papierfabriek Nijmegen in gebruik voor creatieve bedrijven en manifestaties.